# Hyptis emoryi
Hyptis emoryi là một loài thực vật có hoa trong họ Hoa môi. Loài này được Torr. mô tả khoa học đầu tiên năm 1861.

## Hình ảnh

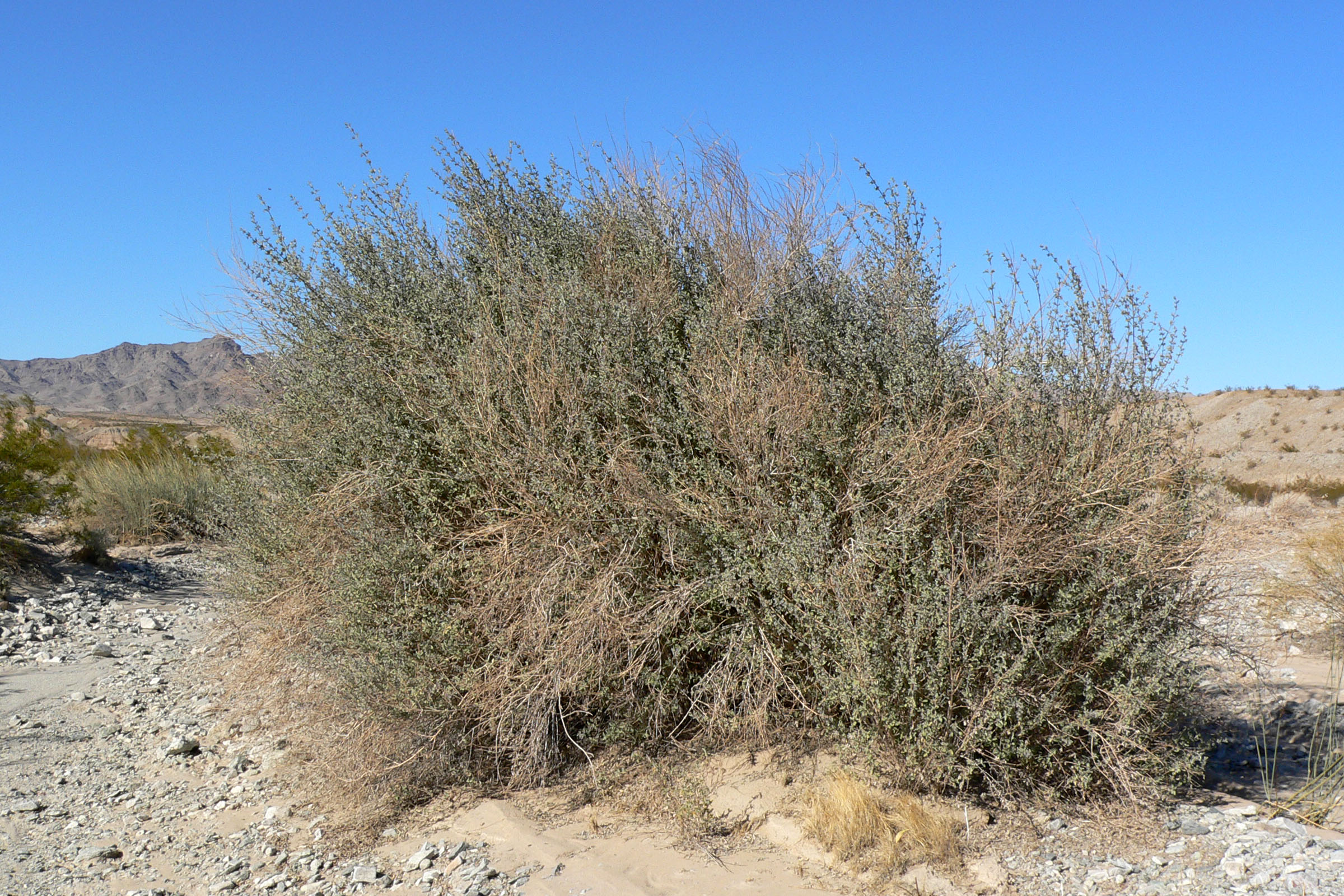
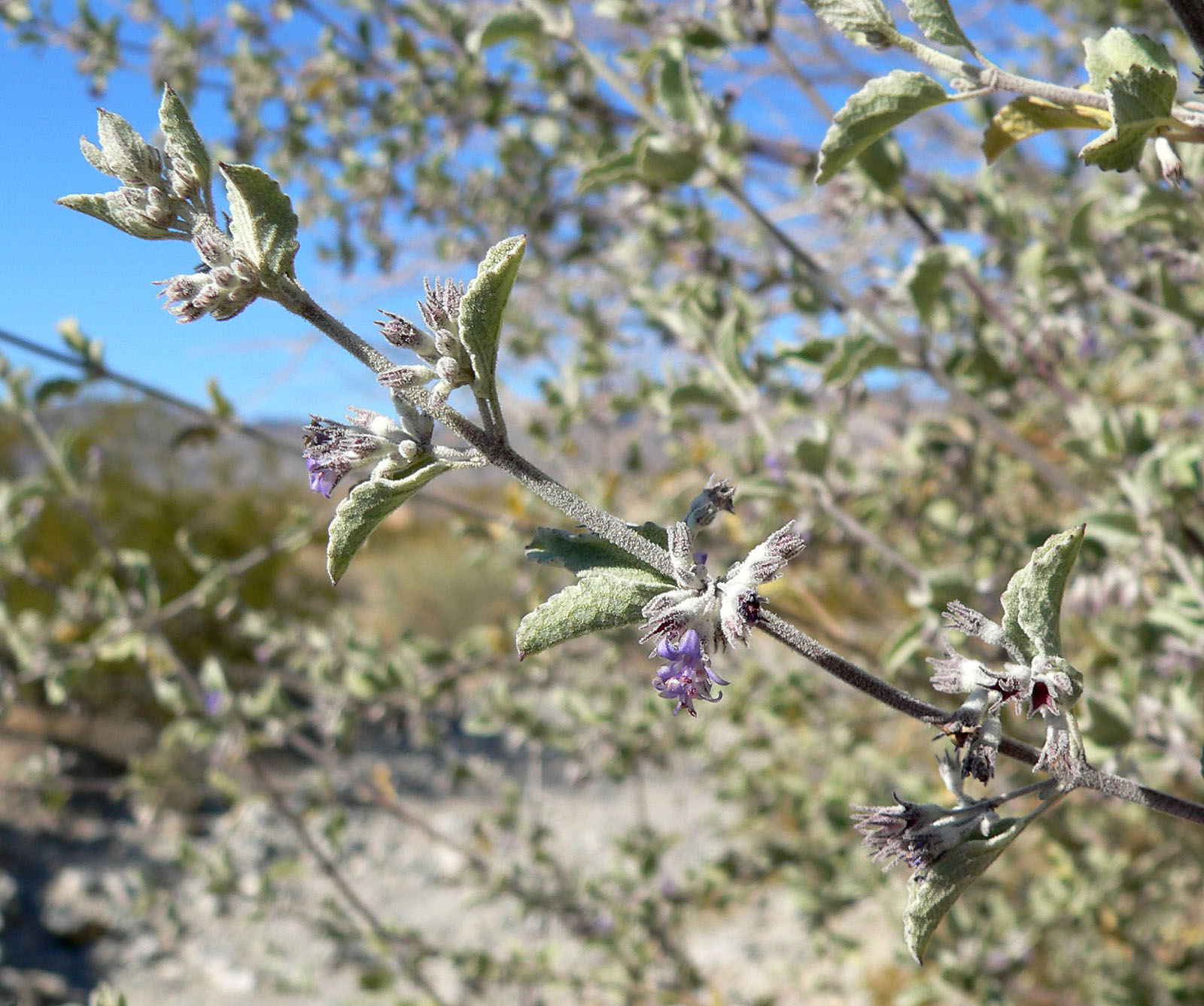
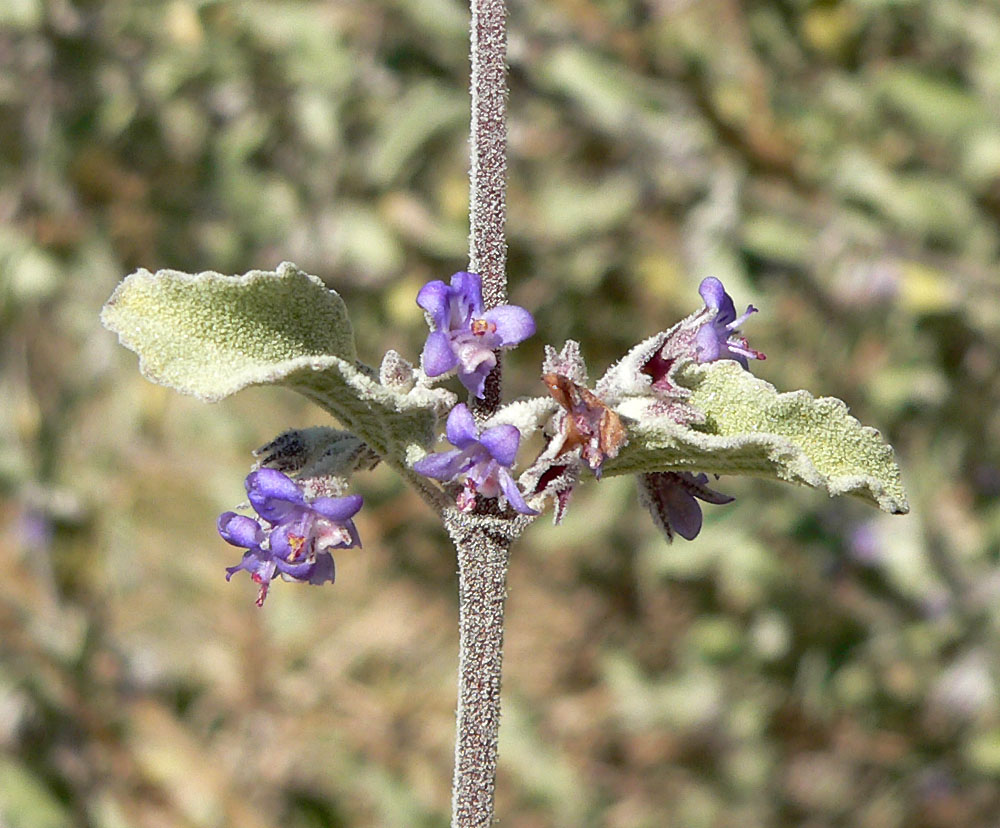
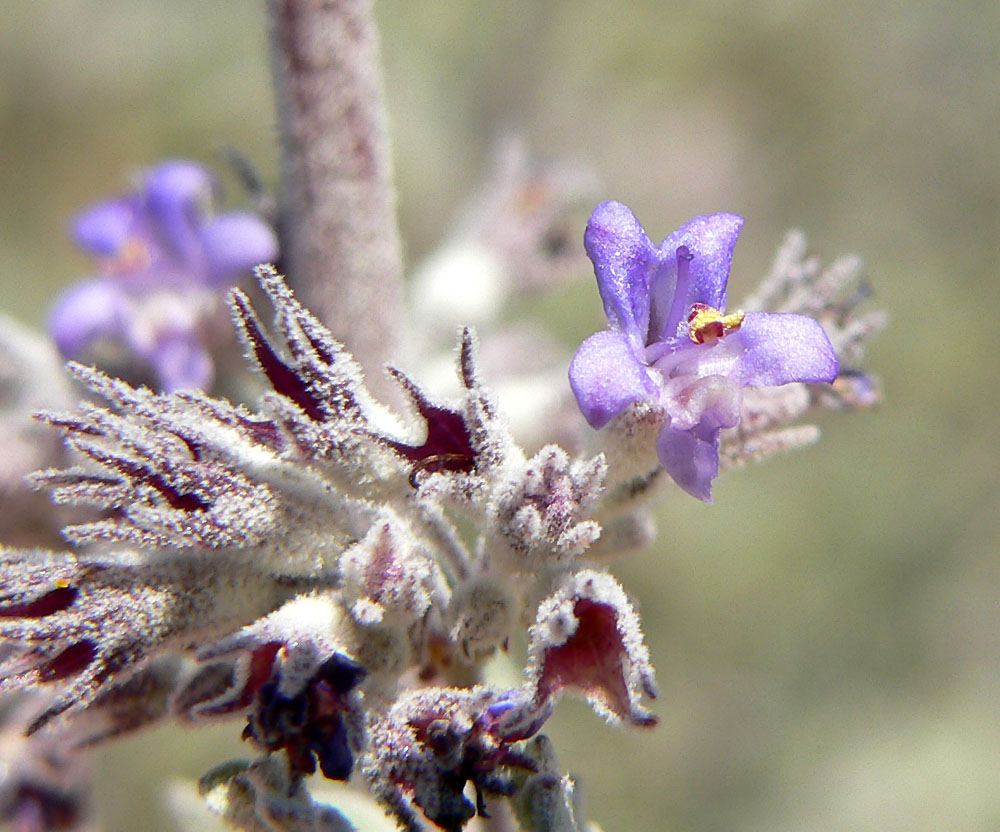